# Kennet
Kennet war ein District in der Grafschaft Wiltshire in England, der nach dem Fluss Kennet benannt war. Verwaltungssitz war Devizes; weitere bedeutende Orte waren Marlborough, Pewsey und Ramsbury.
Der Bezirk wurde am 1. April 1974 gebildet und entstand aus der Fusion der Municipal Boroughs Devizes und Marlborough sowie der Rural Districts Devizes, Marlborough and Ramsey und Pewsey.
Am 1. April 2009 wurden neben Kennet auch alle weiteren Districts in Wiltshire abgeschafft und in der neuen Unitary Authority Wiltshire vereinigt.